# Apristus liratus
Apristus liratus är en skalbaggsart som beskrevs av Thomas Casey. Apristus liratus ingår i släktet Apristus och familjen jordlöpare. Inga underarter finns listade i Catalogue of Life.